# Poplar Forest
Poplar Forest (in italiano foresta di pioppi) è una piantagione e residenza di campagna situata a Forest, in Virginia, Stati Uniti. Fu proprietà di Thomas Jefferson, Padre Fondatore e terzo presidente degli Stati Uniti. Jefferson ereditò la proprietà nel 1773 e iniziò a progettare e costruire la sua residenza nel 1806. Sebbene Jefferson sia la figura più famosa associata alla proprietà, Poplar Forest ebbe diversi proprietari prima di essere acquistata nel 1984 per essere restaurata, preservata e aperta al pubblico.
Poplar Forest è stato designato come monumento storico nazionale nel 1971 ed è ora gestito come museo storico dalla no-profit Corporation for Jefferson's Poplar Forest. La stessa organizzazione è responsabile dello studio archeologico e dei lavori di restauro in corso presso la proprietà. Nell'aprile 2023, l'associazione ha celebrato il completamento del restauro della villa di Jefferson.

## Storia

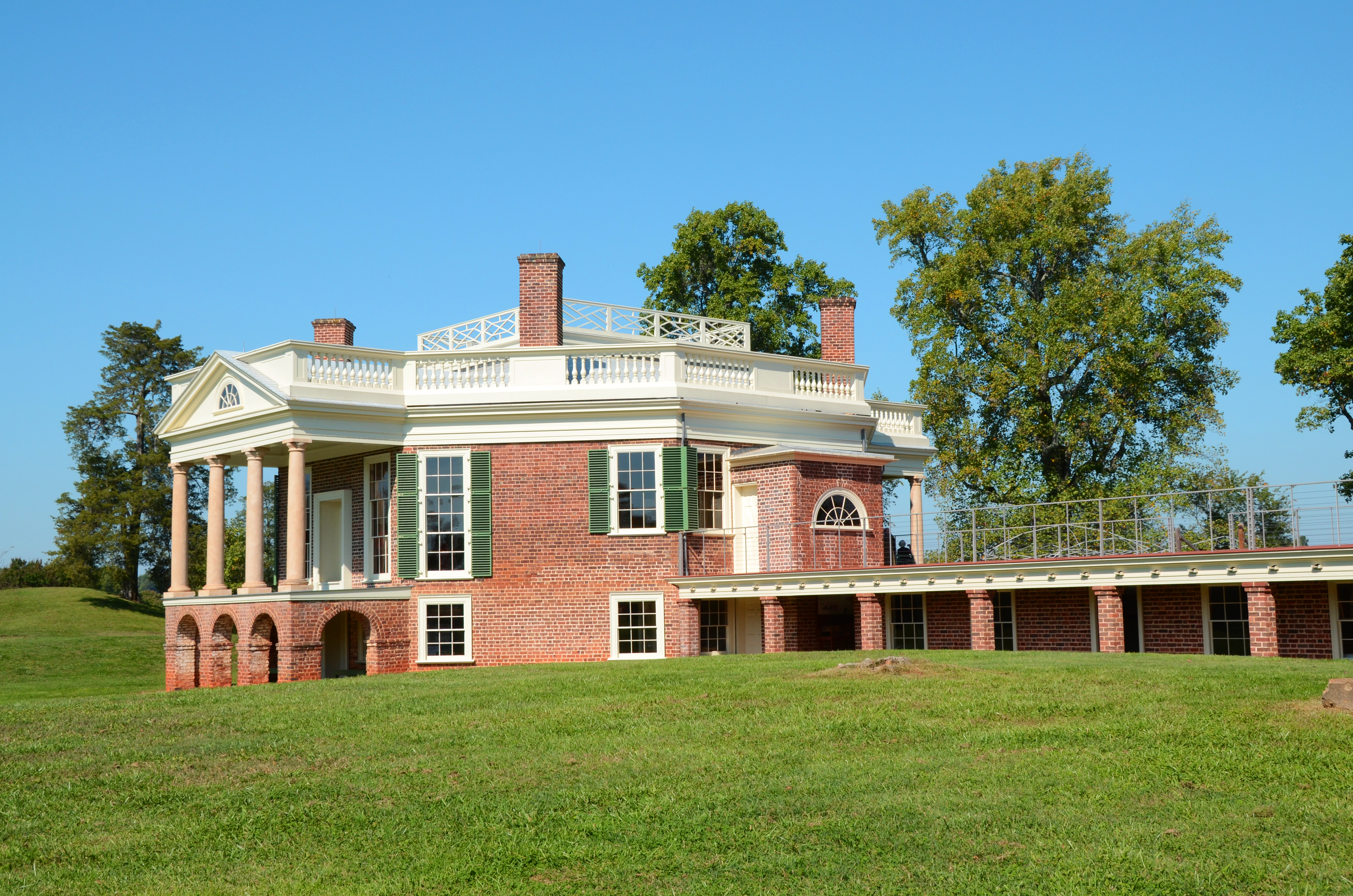
Poplar Forest nel 2011

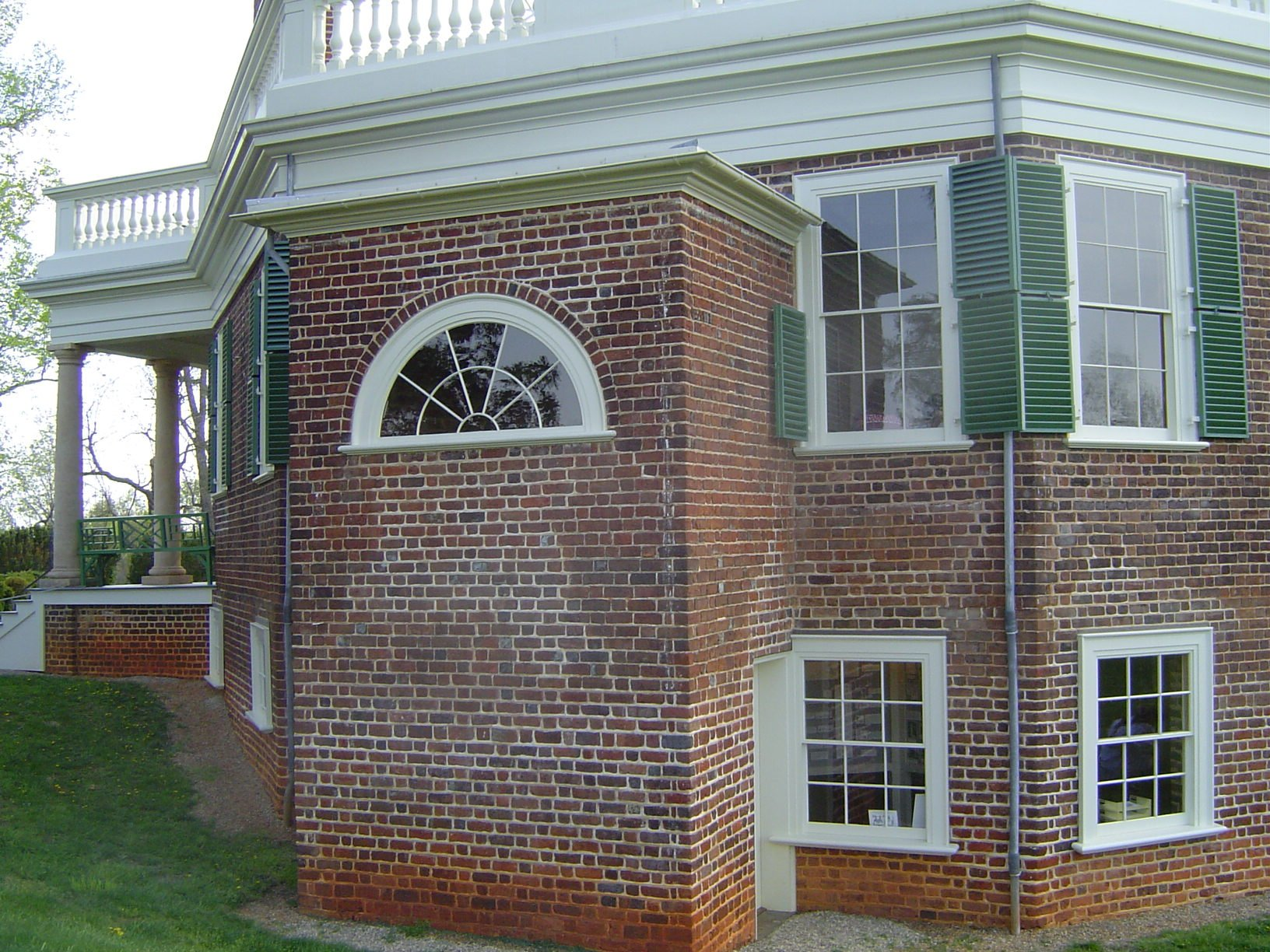
Lato est

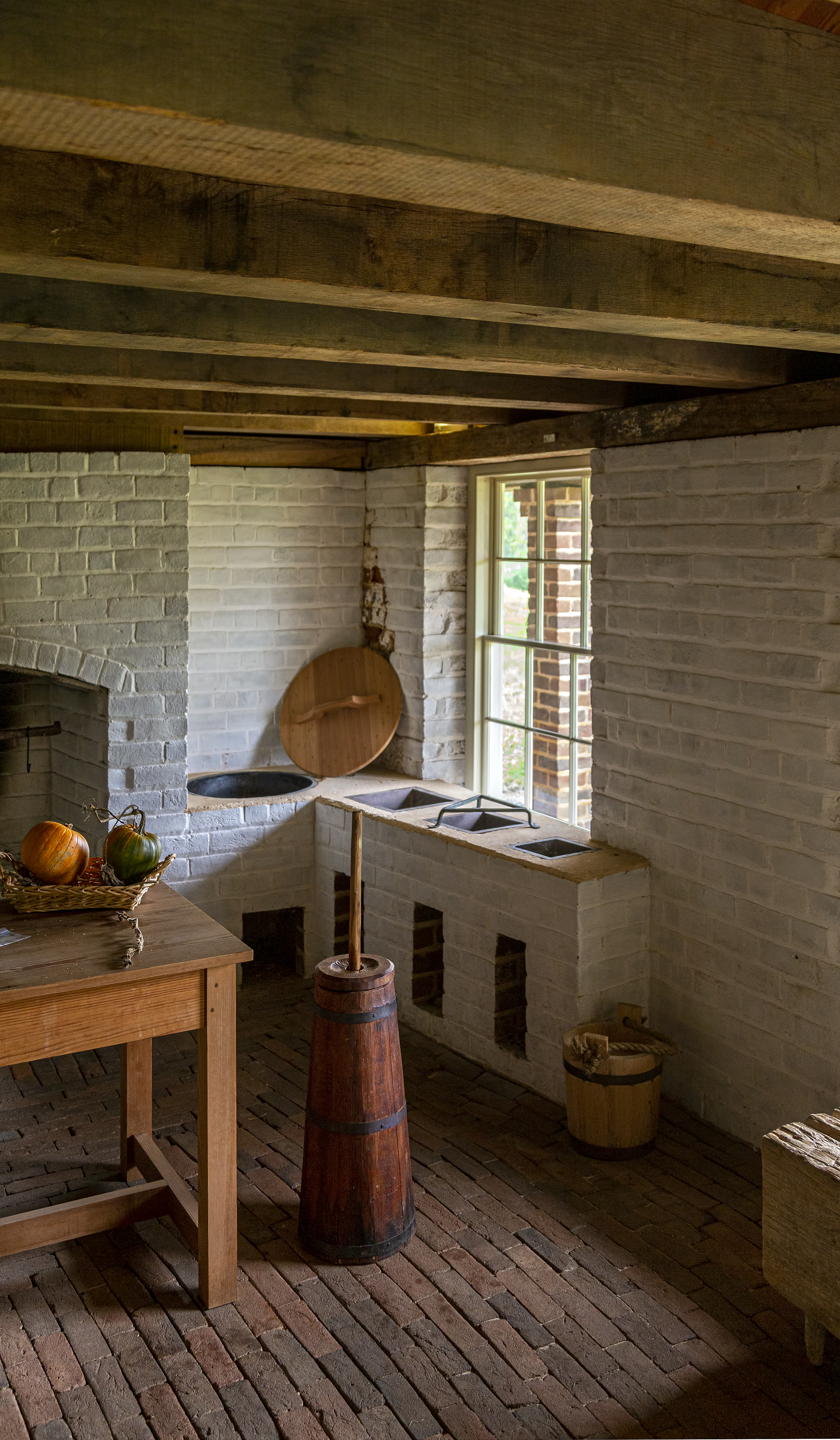
Le cucine

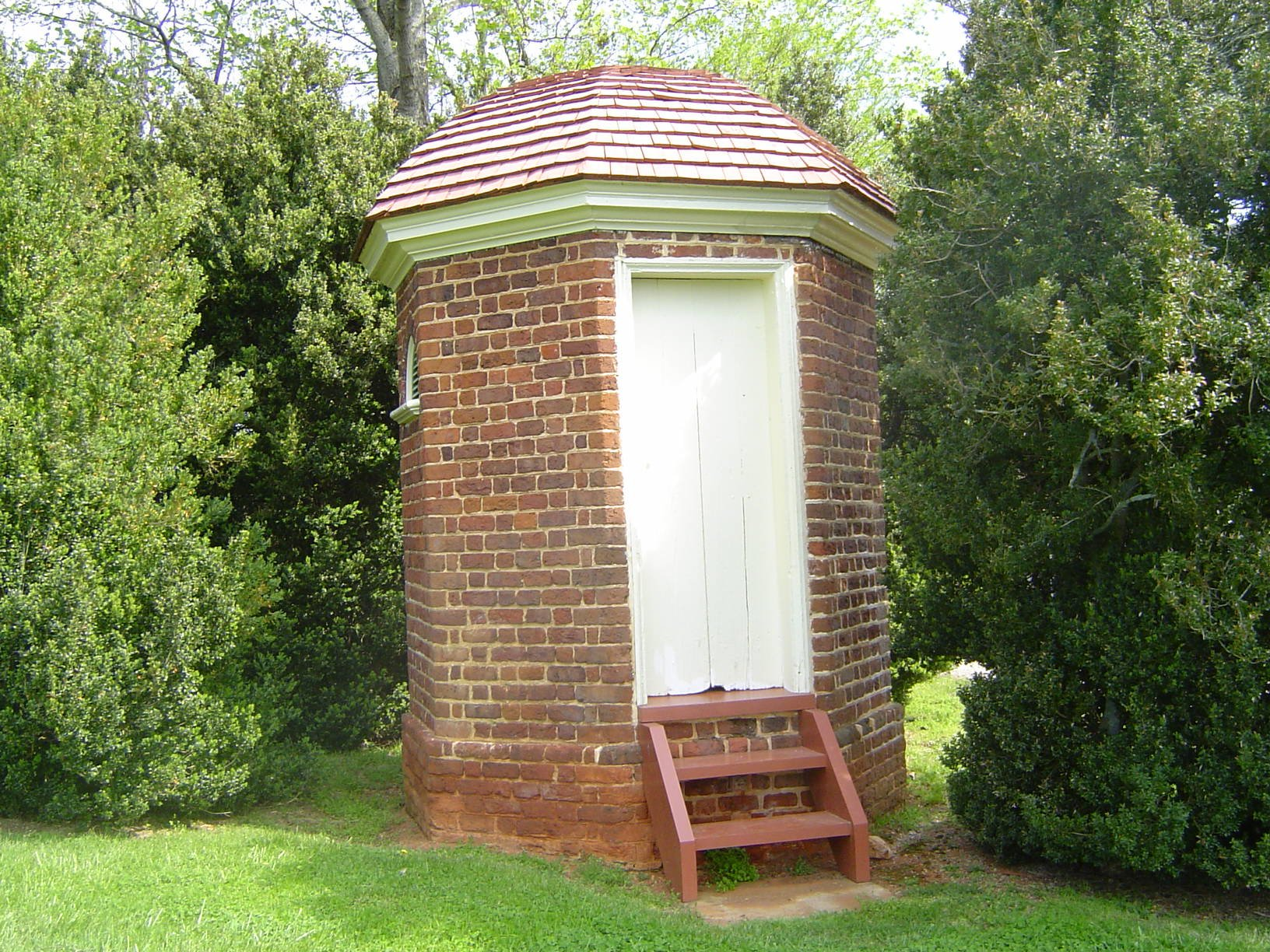
Latrina

Sezione nord/sud

Il terreno su cui sorge Poplar Forest mostra evidenze archeologiche di insediamenti di popoli indigeni dal periodo Paleoamericano fino al Periodo Woodland. La proprietà di 4.000 acri fu legalmente definita da un brevetto del 1745 in cui William Stith (un ministro e piantatore coloniale) ne assunse la proprietà, senza però viverci e probabilmente scelse il nome "Poplar Forest" (Bosco di Pioppi). Passò poi alla figlia Elizabeth Pasteur che la rivendette al cugino Peter Randolph, il quale la mantenne fino al 1764. John Wayles acquistò la proprietà originale nel 1764 e vi aggiunse gradualmente altri 819 acri prima del 1770; fu il primo a impiegare manodopera schiavizzata sulla proprietà. Similmente a Stith, Wayles non risiedeva sul terreno a causa della sua carriera di avvocato e uomo d'affari nella contea di Charles City, Virginia.
La figlia di Wayles, Martha Wayles Skelton, sposò Thomas Jefferson, e la coppia ereditò tutti i 4.819 acri alla morte di Wayles nel 1773. I Jefferson non si occuparono subito dello sviluppo di Poplar Forest, né la visitavano frequentemente - erano concentrati su Monticello, sulla carriera politica e legale di Thomas e sulla crescita della loro famiglia. Martha Jefferson morì nel 1782 e, dopo la sua scomparsa, Thomas trascorse del tempo lontano dalla Virginia per via del servizio pubblico, ricoprendo i ruoli di Ministro in Francia (1785-1789), Segretario di Stato (1790-1793), Vicepresidente (1797-1801) e Presidente (1801-1809).
Anche in assenza di Jefferson, la piantagione generava profitti grazie al lavoro schiavizzato sorvegliato da un amministratore generale e da un gruppo di capisquadra; dopo il 1790 la manodopera schiavizzata di Poplar Forest produsse annualmente raccolti di tabacco e grano.
Seguendo i progetti di Jefferson, un gruppo misto di artigiani e lavoratori bianchi liberi e afroamericani schiavizzati iniziò a costruire Poplar Forest nel 1806. La casa doveva essere a un piano, in mattoni e a forma ottagonale. Facciate a nord e a sud con portici a timpano. Il progetto degli interni prevedeva quattro ottagoni allungati che circondavano un quadrato centrale. La costruzione era quasi ultimata quando la presidenza di Jefferson terminò nel 1809. Durante la sua pensione, Jefferson fece di Poplar Forest il suo rifugio personale lontano dalla scena affollata di Monticello.
Prima del 1809, Jefferson gestiva Poplar Forest da lontano, ma questa abitudine cambiò con il ritiro. Liberato dal servizio governativo, Jefferson fece almeno tre visite annuali a Poplar Forest. Si recava a Bedford in piena primavera, a fine estate e all'inizio dell'inverno. Descrisse il suo rifugio come
A partire dal 1810 e fino al 1823, Jefferson effettuò visite annuali a Poplar Forest; dopo il 1816 portava spesso con sé le nipoti Ellen e Cornelia Jefferson Randolph, e si recava sempre a Poplar Forest con un piccolo gruppo di schiavi uomini e donne che abitavano a Monticello. Le sue visite duravano da pochi giorni a una settimana. Jefferson mantenne la proprietà esclusiva della piantagione e degli schiavi fino al 1790, quando donò 1.000 acri e sei famiglie di schiavi a sua figlia Martha e a suo marito Thomas Mann Randolph Jr. Successivamente, Randolph avrebbe diviso e venduto il resto delle terre possedute da Jefferson, e avrebbe anche venduto molti degli schiavi di Jefferson per ripagare i debiti.
Verso la fine della sua vita, Jefferson cercò residenti permanenti per la proprietà, e suo nipote Francis W. Eppes e sua moglie Mary Elizabeth si trasferirono a Poplar Forest poco dopo il loro matrimonio nel 1823. Nonostante apprezzasse la privacy di Poplar Forest, Jefferson non vi si trovava completamente solo. Di solito era accompagnato da due delle sue nipoti. La nipote Ellen Randolph Coolidge in seguito ricordò i giorni di Jefferson nella contea di Bedford.
Jefferson morì nel 1826 dopo aver effettuato la sua ultima visita a Poplar Forest nel 1823. la proprietà di Bedford fu lasciata in eredità a suo nipote, Francis Eppes il quale la vendette nel novembre del 1828 a William Cobbs; nel 1840, dopo il suo matrimonio con la figlia di Cobbs, Emma, questi affidò la gestione della proprietà a suo genero Edward Hutter. Il periodo che va dal 1745 al 1840, durante il quale Poplar Forest fu venduta molte volte in rapida successione, vide la separazione di molti uomini, donne e bambini schiavizzati dalle loro famiglie, man mano che i proprietari saldavano i debiti dei predecessori. La famiglia Cobbs-Hutter mantenne la proprietà di Poplar Forest fino al ventesimo secolo. Il figlio di Hutter, Christian, acquistò la proprietà alla fine del diciannovesimo secolo e la utilizzò come casa estiva e fattoria attiva fino agli anni Quaranta del Novecento, impiegando manodopera sia di braccianti bianchi e neri che di mezzadri.
Christian Hutter vendette la proprietà alla famiglia Watts nel 1946; la famiglia Watts gestì Poplar Forest come azienda casearia e collaborò con Phelps Barnum e W. Stuart Thompson per restaurare la casa riportandola all'aspetto che aveva ai tempi di Jefferson. Si occuparono anche di un importante sviluppo paesaggistico e vendettero la maggior parte del terreno rimanente a un costruttore che realizzò un campo da golf a nove buche e un lago nella parte orientale e meridionale della proprietà.
Il Dr. James Johnson acquistò la casa e 50 acri di terreno dalla famiglia Watts nel 1980. Successivamente, nel 1984, la Corporation for Jefferson's Poplar Forest, un'organizzazione no profit, acquistò l'intera area e le strutture rimanenti della proprietà. Negli ultimi anni l'organizzazione si è impegnata a riacquistare terreni all'interno dei confini originali della piantagione, e al 2008 possedeva 617 acri della proprietà originaria. Nel corso degli anni, la casa ottagonale di Jefferson ha subito danni da incendio e ristrutturazioni, ma la planimetria, i muri, i camini e le colonne sono sopravvissuti. Utilizzando metodi di costruzione del primo Ottocento, carpentieri e muratori hanno restaurato la casa al suo aspetto originario. Oltre alla casa principale, sono sopravvissuti anche una cucina separata, un affumicatoio e due dépendance ottagonali. L'associazione ha celebrato il completamento del restauro del rifugio di villa di Jefferson nell'aprile 2023

## Architettura
Quando iniziarono i lavori a Poplar Forest nel 1806, Jefferson era Presidente degli Stati Uniti. Supervisionò la costruzione da Washington D.C. Thomas Jefferson era un architetto autodidatta noto per i suoi lavori a Monticello e per il Virginia State Capitol; attingeva spesso a modelli classici, attratto dall'architettura classica di Palladio in Veneto e dai progetti della Francia del XVI secolo. Jefferson progettò Poplar Forest come sua residenza privata e scelse la proprietà proprio per la distanza dalla sua vita pubblica.
L'edificio potrebbe essere stata la prima casa ottagonale costruita negli Stati Uniti. La casa di Poplar Forest è realizzata in mattoni e ha una pianta ottagonale; è composta da uno spazio centrale quadrato e tre lati formati da stanze ottagonali allungate. Su un lato della casa si trova l'ingresso, formato da due stanze più piccole divise da un breve corridoio. Nella sala da pranzo centrale è presente un lucernario. Le dimensioni della sala da pranzo sono 6x6x6 metri, rendendola un cubo perfetto. Jefferson aggiunse anche portici con timpano su bassi portici collegati sia alle facciate nord e sud che alle scale est e ovest. Gli studiosi concordano sul fatto che la residenza di Poplar Forest sia un eccellente esempio di simmetria ottagonale; il progetto di Jefferson per l'edificio riflette un approccio geometrico coerente, probabilmente reso possibile dalla sua nota competenza in algebra, geometria, trigonometria e calcolo newtoniano.

## Modifiche successive
Passata di proprietà diverse, la casa principale subì numerose modifiche e l'estensione della piantagione venne gradualmente ridotta a 50 acri (20 ettari) al momento dell'acquisizione da parte della Corporation for Jefferson's Poplar Forest. Un incendio scoppiò nel 1845; le famiglie Cobbs e Hutter ricostruirono la struttura in stile neoclassico e aggiunsero un piano mansardato per le camere da letto, modificando così la planimetria interna della casa. Tuttavia, le pareti originali, il camino e le colonne rimasero intatti dopo la ristrutturazione.
La Corporation for Jefferson's Poplar Forest utilizzò durante i lavori di restauro materiali da costruzione tipici del primo Ottocento, inclusi pesanti strutture a intelaiatura di legno, corda di canapa per i serramenti e ferramenta in ferro provenienti da Colonial Williamsburg. Impiegò inoltre tecniche di costruzione del XIX secolo, come la stuccatura delle colonne e la cottura della calce per produrre malta e intonaco tradizionali a base di calce. L'obiettivo dei restauri è quello di riportare Poplar Forest alla visione architettonica originaria di Jefferson.

## Schiavitù
Dal 1766 al 1865, anno in cui la schiavitù fu formalmente abolita negli Stati Uniti, sulla proprietà erano presenti uomini, donne e bambini schiavizzati. Le attuali conoscenze sulla popolazione schiava e sul suo contributo a Poplar Forest si basano su prove archeologiche e archivistiche. John Wayles utilizzò per primo il lavoro degli schiavi per costruire le strade della proprietà e, quando Thomas e Martha Jefferson ereditarono da Wayles la terra che includeva Poplar Forest, ereditarono anche 135 uomini, donne e bambini schiavizzati, oltre ad altri appezzamenti di terreno nelle contee di Amherst, Cumberland, Charles City, Goochland e Powhatan. Poiché Wayles scelse di dividere la sua proprietà tra diversi eredi, le famiglie schiavizzate furono separate per consentire agli eredi di saldare i suoi debiti.
Con il crescente interesse di Jefferson per Poplar Forest, egli fece arrivare schiavi da Monticello, Elk Hill, Indian Camp e Judith's Creek, aumentando così la popolazione schiavizzata a Poplar Forest. Jefferson teneva registri costanti degli schiavi che vivevano a Poplar Forest; questi registri mostrano che la popolazione schiavizzata fluttuava tra un minimo di 28 e un massimo di 95 individui che lavoravano a Poplar Forest tra il 1774 e il 1819. In qualità di attivo partecipante alla tratta degli schiavi, Jefferson vendette e acquistò persone schiavizzate durante tutto il periodo in cui possedette Poplar Forest, inclusa la vendita di 40 schiavi dalle sue varie proprietà nella contea di Bedford, Virginia, negli anni 1790. Dopo la morte di Jefferson nel 1826, gli Eppes ereditarono la casa, circa 1.075 acri di terreno e diversi schiavi. Anche le famiglie Cobbs e Hutter impiegarono manodopera schiavizzata sulla proprietà fino all'emancipazione e mantennero alcuni ex schiavi come lavoratori salariati in seguito.

### Piantagione ed economia schiavista
A partire dal 1790, la comunità schiavizzata di Poplar Forest coltivò tabacco e bestiame a scopo di lucro, per poi passare successivamente al grano. Documenti risalenti al periodo in cui Poplar Forest era gestita da Edward Hutter mostrano che gli schiavi erano regolarmente incaricati di arare i campi e scavare fossati, oltre a coltivare e raccogliere piante da vendere al mercato. Gli schiavi lavoravano sei giorni a settimana ed erano anche responsabili della costruzione e della manutenzione delle loro abitazioni. Gli studiosi hanno appurato che la comunità schiavizzata a Poplar Forest aveva elaborato un sistema commerciale interno: agli schiavi veniva concesso un piccolo appezzamento di terreno per coltivare cibo e produrre beni che potevano essere scambiati o venduti ad altri schiavi, alle famiglie dei proprietari e al mercato esterno. Gli archeologi di Poplar Forest hanno rinvenuto accessori di abbigliamento come bottoni, perle di vetro, catene dorate, puntali di lacci e fibbie decorative che probabilmente venivano utilizzati come moneta di scambio tra gli schiavi di Poplar Forest e delle piantagioni circostanti.
Documenti del XIX secolo mostrano che la transizione dall'agricoltura basata sul tabacco a quella mista lasciò Poplar Forest con un eccesso di manodopera; in particolare, William Cobbs è noto per aver affittato schiavi della piantagione per progetti esterni. Si ha notizia che altri schiavi (incluse due donne di nome Lucy e Matilda) avessero accesso a del denaro durante questo periodo, in modo da poter acquistare oggetti per conto delle famiglie Cobbs/Hutter. Edward Hutter affittava regolarmente schiavi di Poplar Forest ad aziende e piantatori della contea di Bedford.

### Famiglie di schiavi
Documenti mostrano che entro gli anni Novanta del Settecento erano presenti a Poplar Forest ben sette nuclei familiari schiavizzati. Jefferson incoraggiava le unioni di fatto all'interno della comunità schiavizzata e annotava le date di nascita di ogni bambino schiavo nato nella proprietà. Premiò inoltre le donne che si univano in matrimonio con un altro schiavo di Poplar Forest con un vaso di coccio; gli archeologi hanno rinvenuto frammenti di questi doni durante gli studi archeologici della proprietà. Jefferson conservava registri sulle connessioni familiari - la documentazione sopravvissuta ha permesso agli studiosi di concludere che a Poplar Forest furono ridotte in schiavitù per generazioni intere famiglie singole, le quali avevano parenti in altre piantagioni della Virginia. William e Marian Cobbs ereditarono una famiglia schiavizzata che comprendeva Mary e le sue figlie Lucy e Matilda (registrate come schiave domestiche) insieme ad altri fratelli e parenti stretti.

### Schiavi documentati
- Hannah non nacque a Poplar Forest, ma vi prestò servizio dall'adolescenza fino a circa il 1821. Si sposò e formò una famiglia con un altro schiavo, sapeva leggere e scrivere e lavorò per un periodo come governante di Jefferson.[15]
- James (Jame) Hubbard fu acquistato da Jefferson all'età di 30 anni e in seguito supervisionò i lavoratori dei campi a Poplar Forest. Ebbe sei figli con un'altra schiava di nome Cate e ne adottò diversi altri, lavorando come allevatore di maiali da anziano. Gli studiosi sono anche in grado di rintracciare i membri della sua famiglia e i loro ruoli a Poplar Forest, tra cui Nace, Hannah, Nancy, Joan, James e Phill.[15]
- Phill nacque a Poplar Forest da James Hubbard e sua moglie Cate. Lavorò brevemente a Monticello prima di tornare a Poplar Forest, dove sposò Hanah ed ebbe un figlio. Morì a 33 anni, pare avvelenato.[15]
- William (Billy) nacque a Poplar Forest e si ribellò violentemente alla schiavitù attaccando un sorvegliante in più di un'occasione. Jefferson mandò lui e altri tre in Louisiana, dove William tentò di fuggire, ma venne catturato e venduto.[15]
- John Hemmings non visse mai a Poplar Forest, ma documenti storici mostrano che fu responsabile di gran parte dei lavori di falegnameria interni della casa di riposo a Poplar Forest.[1]
- Lydia Johnson visse a Poplar Forest quando la proprietà apparteneva a Edward Hutter. Diede a una dei suoi figli il nome di Ida Reeder, dalla nipote di Hutter; i registri delle spese mostrano che lui le comprò un vestito in regalo.[1] Lydia continuò a lavorare per la famiglia dopo l'Emancipazione fino alla sua morte nel 1919.[1]
- Will, un appunto contabile del 1772 riporta che acquistò rum, bottoni, filo e stoffa.[14]

## Archeologia
Fin dal 1989, anno di inizio del programma di archeologia, a Poplar Forest sono stati effettuati numerosi scavi archeologici. L'archeologia ha portato alla luce diversi siti associati alla popolazione schiavizzata di Poplar Forest e ha permesso di scoprire informazioni preziose sul paesaggio originario voluto da Jefferson intorno alla sua residenza. Nell'autunno del 2022, Poplar Forest ha celebrato il completamento del restauro paesaggistico del lato nord della villa.
Gli scavi più recenti si sono concentrati su un'area che si ritiene ospitasse gelsi da carta; Jefferson ne piantò due filari per contribuire a creare ali naturalistiche a complemento dello stile palladiano della sua casa di riposo. Gli archeologi di Poplar Forest hanno trovato macchie nel terreno che indicano zone in cui erano stati precedentemente piantati alberi, e il loro obiettivo è quello di analizzare i livelli di carbone e polline per determinare quali aree fossero con maggiore probabilità la/le collocazioni originarie dei gelsi da carta. Altri piani di scavo in corso e futuri includono l'area circostante una capanna di schiavi anteguerra e il vivaio di piante ornamentali di Jefferson.

### Siti degli schiavi
Gli scavi archeologici di Poplar Forest hanno portato alla luce prove che suggeriscono che le mappe di Poplar Forest create al tempo di Jefferson fossero incomplete e non illustrassero fino a che punto fossero presenti persone schiavizzate.

### Old plantation/North Hill
Si ritiene che la Vecchia Piantagione/North Hill sia stata fondata negli anni 1770/1780 e ospitasse le più antiche strutture della fattoria degli schiavi a Poplar Forest, risalenti al 1764. Le mappe suggeriscono che le strutture originarie comprendessero una casa per il sorvegliante, un grande fienile e alloggi per gli schiavi, costruiti nell'arco di 40 anni. Gli studiosi si riferiscono anche a quest'area come il Vecchio Quartiere situato a sud e ovest della casa principale.

### Abitazioni degli schiavi
Il sito residenziale, chiamato anche Wingo, risale al periodo tra il 1790 e il 1812 a Poplar Forest ed era operativo quando Jefferson possedeva la piantagione; egli donò la terra su cui sorgeva a Martha e Thomas Mann Randolph come regalo di nozze. Gli appunti di Jefferson che sono sopravvissuti ci dicono che tre carpentieri riuscivano a costruire una capanna per gli schiavi in tre giorni e che gli schiavi abitavano perlopiù vicino ai campi o ai luoghi di lavoro artigianale.
Documenti storici suggeriscono che le abitazioni degli schiavi a Poplar Forest fossero costruite con tronchi e che diverse case avessero due stanze di circa 4 metri per 4,5 metri ciascuna; questo è corroborato da evidenze archeologiche che indicano la presenza di cantine interrate realizzate dagli schiavi stessi, utilizzate per conservare vestiti, utensili e ferramenta in ferro. Gli archeologi hanno scoperto fosse di stoccaggio, radici di alberi bruciate e buche di pali utilizzando macchie nel terreno; l'analisi ha portato alla luce anche frammenti di vetro, ceramica e ferro che si è scoperto appartenessero a piatti, bottiglie e pentole.
Si ritiene che un'altra struttura scoperta funzionasse sia come affumicatoio che come abitazione, mentre una terza è ritenuta più recente delle altre due e usata principalmente come alloggio. L'analisi del terreno suggerisce inoltre la presenza di recinzioni nel Quartiere degli schiavi.
Gli scavi in questo sito hanno portato alla luce anche numerosi oggetti legati alla vita degli schiavi a Poplar Forest. Gli archeologi hanno scoperto lime per seghe in ferro, succhi, zeppe, sgorbie e una cerniera di un regolo pieghevole; è probabile che questi oggetti appartenessero ad utensili utilizzati dagli schiavi durante i lavori assegnati o nel loro spazio personale. Forbici, spille da balia e ditali rinvenuti nel sito suggeriscono che le donne cucivano sia per lavoro che per le loro famiglie. Gli scavi hanno riportato alla luce stoviglie in gres e terracotta che gli studiosi ritengono venissero utilizzate per preparare il cibo. Gli uomini e le donne schiavizzati a Poplar Forest mangiavano frutta, verdura, manzo, maiale, carne di cervo, opossum, coniglio, pollo, tacchino e pesce, e probabilmente avevano accesso ad armi da fuoco per cacciare animali.

### Sito A
Questo è il più recente dei tre siti; gli studi attuali indicano che venne costruito negli anni 1830 e rimase operativo fino all'emancipazione. Gli studiosi ritengono che il sito ospitasse una capanna di schiavi probabilmente occupata tra il 1840 e il 1860. Gli archeologi hanno scoperto una fossa profonda circa un metro che doveva trovarsi sotto il pavimento della capanna, buche di pali e resti di un camino in pietra. Gli scavi del Sito A hanno portato alla luce bottoni, spille da balia, aghi, ditali e il puntale osseo di un astuccio per aghi; ciò suggerisce che questo sito potrebbe essere stata l'abitazione di una sarta.

## Oggi
La Corporation for Thomas Jefferson's Poplar Forest si dedica dal 1984 al restauro della piantagione e della casa di riposo di Jefferson. In quell'anno, questa organizzazione no-profit (equivalente statunitense del 501(c)(3)) acquistò 50 acri di terreno e gli edifici originali con l'obiettivo di preservare la tenuta a beneficio dell'istruzione pubblica. La Corporation gestisce Poplar Forest come una casa museo storica e dichiara come propria missione preservare, ispirare e raccontare la storia in evoluzione di Poplar Forest di Thomas Jefferson.
Poplar Forest aprì le porte ai visitatori per la prima volta nel 1986 e oggi offre visite guidate tematiche dedicate alla casa principale e alla comunità schiavizzata, oltre a proseguire i lavori di restauro e gli scavi archeologici. La proprietà è riconosciuta come National Historic Landmark ed è designata come sito dei Virginia History Trails nell'ambito della Commemorazione della Virginia del 2019.

## Jefferson a Poplar Forest
Un ritratto della vita di Thomas Jefferson presso Poplar Forest è descritta in una lettera di sua nipote Ellen W. Randolph Coolidge a Henry S. Randall:
… Mr. Jefferson, from the time of his return home in 1809, was in the habit of visiting this Bedford plantation, but it was some years before the house was ready for the reception of his family. It was furnished in the simplest manner, but had a very tasty air; there was nothing common or second-rate about any part of the establishment, although there was no appearance of expense. As soon as the house was habitable, my grandfather began to take the ladies of his family, generally two at a time, with him, whenever he went. His first visit of a fortnight or three weeks was in the spring—the second, of about six weeks, in early or late autumn. We have staid as much as two months at a time. My mother went occasionally—not very often—for she had too much to do at home. I…generally accompanied him with one of my younger sisters. Mr. Jefferson greatly enjoyed these visits. The crowd at Monticello of friends and strangers, of stationary or ever-varying guests, the coming and going, the incessant calls upon his own time and attention, the want of leisure that such a state of things entailed as a necessary consequence, the bustle and hurry of an almost perpetual round of company, wearied and harassed him in the end, whatever pleasure he may have taken, and it was sometimes great, in the society and conversation of his guests. At Poplar Forest he found in a pleasant home, rest, leisure, power to carry on his favorite pursuits—to think, to study, to read—whilst the presence of part of his family took away all character of solitude from his retreat. His young grand-daughters were there to enliven it for him, to make his tea, preside over his dinner table, accompany him in his walks, in his occasional drives, and be with him at the time he most enjoyed society, from tea till bed time. The weather was generally fine (the autumn climate of this part of Virginia is delightful, and even the spring is pleasant), the neighbors, who were to a man exceedingly attached to him, were very friendly, without being oppressive in their attentions. There were some excellent people among those Bedford neighbors of ours, and something touching in their affection for their old friend, whose arrival they watched for with pleasant anticipation, and hailed with a sort of loyal satisfaction. It was no sooner known in the neighborhood that Mr. Jefferson had arrived, than our neighbors hastened to help our housekeeping with all kinds of fruit, vegetables, poultry, game (I remember once a quarter of a bear’s cub), the product of rich farms and an abundant country.
By and by the gentlemen came dropping in—the ladies soon followed—we were invited out to dine, and the neighbors came to dine with us—but not often enough to consume much time, or interrupt our home occupations. I remember among these neighbors a certain “Parson” Clay, as he was called, who must have been an Episcopal clergyman before the Revolution, to whose four sons my grandfather used to lend books, and who astonished me with their names of Cyrus, Odin, Julius and Paul.
My grandfather was very happy during these sojourns in a comparatively simple and secluded district—far from noise and news—of both of which he got too much at Monticello; and we, his grand-daughters, were very happy too. It was a pleasant change for us, a variety in life and manners. We saw, too, more of our dear grandfather at those times than at any other. He was most desirous that we should find congenial occupations, and we had books, drawing materials, embroidery, and never felt time heavy on our hands. He interested himself in all we did, thought, or read. He would talk to us about his own youth and early friends, and tell us stories of former days. He seemed really to take as much pleasure in these conversations with us, as if we had been older and wiser people. Such was the influence of his affectionate, cheerful temper, that his grandchildren were as much at their ease with him, as if they had not loved and honored and revered him more than any other earthly being. I … not only listened with intense interest to all he said, but answered with perfect freedom, told my own opinions and impressions, gave him my own views of things, asked questions, made remarks, and, in short, felt as free and as happy as if I had been with companions of my own age. My grandfather missed my mother of course. Her company had become very necessary to him, but her absence seemed the only drawback on his unalloyed satisfaction during these short and highly prized intervals of rest and leisure.
Our days at Poplar Forest were cheerful and uneventful. We met in the morning for an early breakfast, which, like all his other meals, he took leisurely. Whilst sipping his coffee or tea he talked with us, and if there was anything unusual to be done, arranged our plans for the day. The forenoon, whilst we followed our own desires, he passed in the drawing room with his books. With the exception of an occasional visitor, he was seldom interrupted until the hour of his ride. We dined about three, and as he liked to sit over his wine (he never took more than three glasses, and these after, and not during dinner), I always remained at table till he rose. His conversation was at this time particularly pleasant—easy, flowing, and full of anecdote. After dinner he again retired for some hours, and later in the afternoon walked with us on the terrace, conversing in the same delightful manner, being sometimes animated, and sometimes earnest. We did not leave him again till bed-time, but gave him his tea, and brought out our books or work. He would take his book from which he would occasionally look up to make a remark, to question us about what we were reading, or perhaps to read aloud to us from his own book, some passage which had struck him, and of which he wished to give us the benefit. About ten o’clock he rose to go, when we kissed him with warm, loving, grateful hearts, and went to our rest blessing God for such a friend.
Mr. Jefferson had decidedly one of the evenest and most cheerful tempers I ever knew. He enjoyed a jest, provided it were to give pain to no one, and we were always glad to have any pleasant little anecdote for him—when he would laugh as cheerily as we could do ourselves, and enter into the spirit of the thing with as much gaiety.
It was pleasant to see him in company with the country gentlemen of the neighborhood, they treated him with so much affectionate and respectful frankness—were so much at their ease with him, whilst they held him in such high honor. Their wives too were as happy as queens to receive him, and when he called or dined with them, were brimful of satisfaction and hospitable devotion. This frank and free homage, paid by independent people, who had nothing to gain, to one whose public character had merited their approbation, and whose private virtues they loved and revered, was equally honorable to those who rendered and him who received it.
Our journeys to and from Bedford, were almost always pleasant. The weather at the season of our visit was good of course, though we were once or twice caught by an early winter. The roads were not bad for country roads. My grandfather travelled in his own carriage, with his own horses, his faithful Burwell on horseback by his side. It took us nearly three days to make the hundred miles. We always stopped at the same simple country inns, where the country-people were as much pleased to see the “Squire,” as they always called Mr. Jefferson, as they could have been to meet their own best friends. They set out for him the best they had, gave him the nicest room, and seemed to hail his passage as an event most interesting to themselves. These were pleasant times, but I have dwelt on them long enough …
With great regard, my dear Mr. Randall, Very truly yours.»
Mr. Jefferson, dal suo ritorno a casa nel 1809, era solito visitare questa piantagione di Bedford, ma passarono alcuni anni prima che la casa fosse pronta per accogliere la sua famiglia. Era arredata in modo semplice, ma aveva un'aria di gran gusto; non c'era niente di comune o di secondario in nessuna parte della tenuta, anche se non c'era apparenza di spesa. Non appena la casa fu abitabile, mio nonno iniziò a portare con sé le donne della sua famiglia, generalmente due alla volta, ogni volta che andava. La sua prima visita di due o tre settimane fu in primavera — la seconda, di circa sei settimane, all'inizio o alla fine dell'autunno. Siamo rimasti fino a due mesi alla volta. Mia madre andava occasionalmente, non molto spesso, perché aveva troppo da fare a casa. Io... in genere lo accompagnavo con una delle mie sorelle più giovani.
Il signor Jefferson apprezzava molto queste visite. La folla a Monticello di amici e sconosciuti, di ospiti fissi o sempre diversi, il viavai, le continue richieste sul suo tempo e la sua attenzione, la mancanza di tempo libero che tale stato di cose comportava come conseguenza necessaria, il trambusto e la fretta di un giro quasi perpetuo di compagnia, lo stancavano e lo tormentavano alla fine, qualunque piacere potesse aver provato, e a volte era grande, nella società e nella conversazione dei suoi ospiti. A Poplar Forest trovò in una casa accogliente, riposo, tempo libero, possibilità di dedicarsi alle sue attività preferite: pensare, studiare, leggere — mentre la presenza di una parte della sua famiglia toglieva ogni carattere di solitudine al suo rifugio. Le sue giovani nipoti erano lì per rallegrarlo, per preparargli il tè, presiedere la tavola da pranzo, accompagnarlo nelle sue passeggiate, nelle sue uscite occasionali, ed essere con lui nel momento in cui apprezzava maggiormente la compagnia, dal tè all'ora di andare a letto. Il tempo era generalmente bello (il clima autunnale di questa parte della Virginia è delizioso, e persino la primavera è piacevole), i vicini, che gli erano affezionatissimi, erano molto cordiali, senza essere opprimenti nelle loro attenzioni. C'erano alcune persone eccellenti tra quei nostri vicini di Bedford, e qualcosa di toccante nel loro affetto per il loro vecchio amico, il cui arrivo attendevano con piacevole anticipazione, e salutavano con una sorta di leale soddisfazione. Non appena si sparse in giro che Mr. Jefferson era arrivato, i nostri vicini si affrettarono ad aiutarci con le faccende domestiche con ogni tipo di frutta, verdura, pollame, selvaggina (ricordo una volta un quarto di cucciolo d'orso), prodotto di fattorie ricche e di una terra abbondante.
A poco a poco i signori cominciavano ad arrivare - le signore li seguivano presto - venivamo invitati a cena, e i vicini venivano a cenare da noi - ma non abbastanza spesso da consumare molto tempo, o interrompere le nostre occupazioni domestiche. Ricordo tra questi vicini un certo "Parson" Clay, come lo chiamavano, che doveva essere stato un sacerdote episcopale prima della Rivoluzione, i cui quattro figli ricevevano in prestito libri da mio nonno, e che mi stupirono con i loro nomi di Ciro, Odino, Giulio e Paolo.
Mio nonno era molto felice durante questi soggiorni in un distretto relativamente semplice e appartato, lontano dal rumore e dalle notizie - di entrambe le cose riceveva fin troppe a Monticello; e noi, le sue nipoti, eravamo molto felici anche noi. Era un cambiamento piacevole per noi, una varietà nella vita e nei comportamenti. Inoltre, in quei periodi vedevamo di più il nostro caro nonno che in qualsiasi altro momento. Desiderava ardentemente che trovassimo occupazioni congeniali, e avevamo libri, materiale per disegno, ricamo e non ci annoiavamo mai. Si interessava a tutto ciò che facevamo, pensavamo o leggevamo. Ci parlava della sua giovinezza e dei suoi primi amici, e ci raccontava storie di tempi passati. Sembrava davvero provare lo stesso piacere in queste conversazioni con noi come se fossimo stati persone più grandi e più sagge. Tale era l'influenza del suo carattere affettuoso e allegro, che i suoi nipoti erano a loro agio con lui come se non lo avessero amato, onorato e riverito più di qualsiasi altro essere terreno. Io... non solo ascoltavo con intenso interesse tutto ciò che diceva, ma rispondevo con perfetta libertà, esprimevo le mie opinioni e impressioni, gli davo il mio punto di vista sulle cose, facevo domande, facevo osservazioni e, in breve, mi sentivo libera e felice come se fossi stata con compagni della mia età. Mio nonno ovviamente sentiva la mancanza di mia madre. La sua compagnia gli era diventata molto necessaria, ma la sua assenza sembrava l'unico neo sulla sua soddisfazione incontaminata durante questi brevi e preziosissimi intervalli di riposo e svago.
Le nostre giornate a Poplar Forest erano allegre e tranquille. Ci ritrovavamo al mattino per una colazione anticipata che, come tutti gli altri suoi pasti, consumava con calma. Mentre sorseggiava il suo caffè o il tè parlava con noi e, se c'era qualcosa di insolito da fare, concordava i nostri piani per la giornata. La mattinata, mentre noi seguivamo i nostri desideri, la passava nel salotto con i suoi libri. Ad eccezione di un visitatore occasionale, era raramente interrotto fino all'ora della sua passeggiata. Pranzavamo verso le tre e, poiché gli piaceva rimanere seduto a bere il suo vino (non ne beveva mai più di tre bicchieri, e questi dopo, e non durante la cena), io rimanevo sempre a tavola fino al suo alzarsi. La sua conversazione in questo momento era particolarmente piacevole, facile, fluente e piena di aneddoti. Dopo cena si ritirava di nuovo per alcune ore, e più tardi nel pomeriggio passeggiava con noi sulla terrazza, conversando nello stesso modo delizioso, a volte animato, a volte serio. Non lo lasciavamo più fino all'ora di andare a letto, ma gli davamo il tè e tiravamo fuori i nostri libri o i nostri lavori. Lui prendeva il suo libro da cui ogni tanto alzava lo sguardo per fare un'osservazione, per interrogarci su quello che stavamo leggendo, o forse per leggerci ad alta voce dal suo stesso libro, qualche brano che lo aveva colpito e di cui voleva farci beneficiare. Verso le dieci si alzava per andare a letto, quando lo baciavamo con cuori calorosi, amorevoli e grati, e andavamo a riposare benedicendo Dio per un tale amico.
Mr. Jefferson aveva decisamente uno dei temperamenti più equilibrati e allegri che io abbia mai conosciuto. Apprezzava uno scherzo, purché non facesse del male a nessuno, e noi eravamo sempre felici di avere per lui qualche aneddoto piacevole, quando lui rideva allegramente come avremmo potuto fare noi stessi, e entrava nello spirito della cosa con altrettanto brio.
Era piacevole vederlo in compagnia dei signori di campagna del vicinato: lo trattavano con tanta franchezza affettuosa e rispettosa, erano così a loro agio con lui, pur tenendolo in così alto onore. Anche le loro mogli erano felici come regine di riceverlo, e quando andava a trovarle o cenava con loro, erano piene di soddisfazione e di devozione ospitale. Questo omaggio franco e libero, reso da persone indipendenti che non avevano nulla da guadagnare, a uno il cui carattere pubblico aveva meritato la loro approvazione e le cui virtù private amavano e riverivano, era ugualmente onorevole per coloro che lo rendevano e per colui che lo riceveva.
I nostri viaggi da e per Bedford erano quasi sempre piacevoli. Il tempo nella stagione della nostra visita era ovviamente buono, anche se una o due volte ci siamo imbattuti in un primo inverno. Le strade non erano male per strade di campagna. Mio nonno viaggiava nella sua carrozza, con i suoi cavalli, il suo fedele Burwell a cavallo al suo fianco. Ci ci vollero quasi tre giorni per percorrere le cento miglia. Ci fermavamo sempre alle stesse semplici locande di campagna, dove la gente del posto era tanto contenta di vedere lo "Squire", come chiamavano sempre Mr. Jefferson,  come avrebbero potuto essere contenti di incontrare i loro migliori amici. Gli preparavano il meglio che avevano, gli davano la stanza più bella e sembravano accogliere il suo passaggio come un evento molto interessante per loro stessi. Erano tempi piacevoli, ma ne ho parlato abbastanza a lungo...»